# Исторические сетевые исследования
Исторические сетевые исследования посвящены исследованию сетевых взаимодействий исторических личностей с использованием современных аналитических методов. Реализуются в рамках специальной исторической дисциплины — Просопографии.
Данные исследования, как поддисциплина исторических изысканий, были начаты в рамках англо-американской науки, позднее исследования начались в немецкоговорящей науке.

## Описание
Анализ социальных сетей касается различных социальных аспектов, таких как личные контакты, социально стандартизированная практика и международное взаимодействие.
Для описания этих отношений ученые, занимающиеся гуманитарными и социальными науками, используют термин «сеть», обычно как обозначение торговли, родства или дружбы. В дополнение к традиционному описательному исследованию социальной среды исторических акторов, в настоящее время для систематического изучения социальных сетей отдельных лиц и организаций используются аналитические методы (см. сетевые исследования). Этот сетевой подход ориентирован на отношения, а не на участников.
Таким образом, эта область также отделена от прозопографии, которая собирает информацию о членах определённой социальной группы, такую как коллективные биографии, жизненные истории отдельных личностей и групп. Одной из методологических проблем является определение анализируемых взаимоотношений. В академических сетях, например, потоки признания через ссылки или личные связи могут составлять различные сети, которые Хайнер Фангероу, например, называют «формальными» и «неформальными» мыслительными коллективами на основе Людвика Флек. Соответствующие подходы в социально-экономической истории углубляют понимание процессов обмена через теоретические концепции, такие как доверие и социальный капитал, и исследование отношений между землевладельцами и клиентами через неформальные отношения зависимости.
Методологические основы представлены в аналитических программах для теории графов и географических информационных систем, которые находят все более широкое применение в исторических исследованиях. Широкое использование социальных сетей расширило возможности использования специфических методов анализа.
С 2013 года в Гамбургском университете каждые полгода организуется серия семинаров Рабочей группы по теме «Исследование исторических сетей».
Исследовательский кластер «Социальные зависимости и социальные сети» университетов г. Майнца и г. Трир рассматривает сетевые исследования с исторической точки зрения и реализует несколько проектов по исследованию исторических сетей. Основной акцент делается на историческом рассмотрении экономических и религиозных сетей (которые включают подрегионы: «кредитные отношения и формирование сетей в контексте денежных зависимостей», «религиозные различия и межконфессиональное сотрудничество» и «формирование сетей в контексте современных структурных сдвигов в Европе»).
Одним из аспектов исследования исторических сетей является исследование исторической элиты, которое, по аналогии с элитной социологией, исследует историческую элиту с точки зрения исторической науки и при этом — особенно при понимании концепции элиты как властной элиты — выявляет неформальные структуры поддержания и осуществления власти. В настоящее время на основе научной теории оцениваются соответствующие подходы.

## Варианты исследования

### Долговые сети
Практический пример исследования исторических сетей посвящен долговым отношениям. Например, под редакцией немецкого историка Габриэле Б. Клеменс в рамках исследовательского кластера «Социальные зависимости и социальные сети». Исторические исследования и современный анализ возможностей и рисков социальной формы отношений", в которой публикуются исследования кредитных сетей в Европе в эпоху высокого средневековья до конца 19 века.

### Студенческие сети
История студентов, которой долгое время занимались историки студенческого братства, в последнее стала интересной для академического дискура и начала завоевывать все большую известность как область исследования. Подробные исследования можно найти, в частности, в работе Бернхарда Лёффлера «Федеральное министерство экономики» Людвига Эрхарда.
По словам Андреаса Хака, членство в студенческих братствах часто отражает самые тесные отношения между университетскими профессорами машиностроения. Для американской области Николас Л. Сыретт дает обзор американских белых братств, роль которых в личной интеграции и социализации новичков в массовых университетах он рассматривает как положительный аспект, в дополнение к некоторым пунктам критики дикого поведения, так и ранее предъявляемых к ним высоких требований в отношении интеллекта.

### Иные направления
- Abbott Josie. The angel in the office : the life and work of the office secretary in Victorian and Edwardian times (англ.). — British Sociological Association, 2009.
- Peter Bearman, James Moody, Robert Faris. Networks and history // Complexity. — 2002. — Сентябрь (т. 8, вып. 1). — С. 61–71. — ISSN 1099-0526 1076-2787, 1099-0526. — doi:10.1002/cplx.10054.
- Barnett George A. Historical Network Analysis // Encyclopedia of social networks. — 2. — Sage Publications, 2011. — ISBN 9781412979115,. — ISBN 1412979110. — ISBN 2011019306.
- Marten Düring, Linda von Keyserlingk. Netzwerkanalyse in den Geschichtswissenschaften. Historische Netzwerkanalyse als Methode für die Erforschung von historischen Prozessen // Prozesse. — Wiesbaden: Springer Fachmedien Wiesbaden, 2015. — С. 337–350. — ISBN 9783531176604, 9783531934587.
- Marten Düring, Ulrich Eumann. Diskussionsforum Historische Netzwerkforschung // Geschichte und Gesellschaft. — 2013-10. — Т. 39, вып. 3. — С. 369–390. — ISSN 2196-9000 0340-613X, 2196-9000. — doi:10.13109/gege.2013.39.3.369.
- During, Marten, Eumann, Ulrich. Stark, Martin. Keyserlingk, Linda von. Handbuch Historische Netzwerkforschung : Grundlagen und Anwendungen. — ISBN 3643117051, 9783643117052.
- Bonnie H. Erickson. Social Networks and History: A Review Essay // Historical Methods: A Journal of Quantitative and Interdisciplinary History. — 1997-01. — Т. 30, вып. 3. — С. 149–157. — ISSN 1940-1906 0161-5440, 1940-1906. — doi:10.1080/01615449709601182.
- Fangerau, Heiner Hrsg. Geisler, Hans, Hrsg. Halling, Thorsten, Hrsg. Martin, William, Hrsg. Evolution of knowledge from a network perspective: recognition as a selective factor in the history of science. // Classification and evolution in biology, linguistics and the history of science : concepts - methods - visualization. — Steiner, 2013. — ISBN 3515104607, 9783515104609, 9783515105897, 3515105891.
- Haka Andreas. Soziale Netzwerke im Maschinenbau an deutschen Hochschul- und außeruniversitären Forschungseinrichtungen 1920-1970. — Logos-Verl, 2014. — ISBN 9783832536954. — ISBN 3832536957.
- David Stark, Balázs Vedres. Social Times of Network Spaces: Network Sequences and Foreign Investment in Hungary // American Journal of Sociology. — 2006-03. — Т. 111, вып. 5. — С. 1367–1411. — ISSN 1537-5390 0002-9602, 1537-5390. — doi:10.1086/499507.
- Hergenröder, Curt Wolfgang. Gläubiger, Schuldner, Arme Netzwerke und die Rolle des Vertrauens. — VS Verlag für Sozialwissenschaften / GWV Fachverlage GmbH, Wiesbaden, 2010. — ISBN 9783531923468, 3531923463, 9783531171906, 3531171909.
- Wellman, Barry, ed. Berkowitz, Stephen D., ed. Social structures : a network approach. — Cambridge University Press, 1988. — ISBN 0521286875. — ISBN 9780521286879.
- Wasserman, Stanley. Social network analysis : methods and applications. — Cambridge University Press, 2019, cop. 1994. — ISBN 9780521387071, 0521387078, 9780521382694, 0521382696.
- Holger Zaunstöck, Markus Meumann. Sozietäten, Netzwerke, Kommunikation (нем.) // Walter de Gruyter  / Holger Zaunstöck, Markus Meumann. — 2003. — doi:10.1515/9783110932324.

## Проекты и результаты
Результаты работы по историческим сетевым исследованиям обширны и включают как узкие исследования, так и проекты по наработке информационной базы, а так же руководства, учебные материалы по различным аспектам просопрографии. Среди масштабных и признанных проектов стоит отметить:
- Österreichische Biographische Lexikon 1815-1950 (нем.). — охватывает важных личностей, которые родились, жили или работали в соответствующем австрийском государстве или в австро-венгерской монархии и умерли между 1815 и 1950 годами.
- Prosopography of Anglo-Saxon England (англ.). — проект, предназначенный для предоставления полного биографического реестра зарегистрированных жителей англосаксонской Англии (ок. 450–1066), доступного в форме онлайновой базы данных с возможностью поиска и предназначенной для облегчения дальнейшие исследования во многих различных аспектах англосаксонских исследований. Дата обращения: 28 октября 2019. Архивировано из оригинала 21 февраля 2020 года.
- Prosopography of the Byzantine World (англ.). — просопографические работы по Византийскому миру, охватывающий период 1025-1180 гг. Н.Э. Дата обращения: 28 октября 2019. Архивировано из оригинала 7 сентября 2012 года.
- China Biographical Database Project (CBDB) (англ.). — Китайская биографическая база данных. Биографические данные о более чем 420 000 исторических личностей в истории Китая. Текущий проект.
- BiographyNet Project (англ.). — междисциплинарный проект, объединяющий знания истории, информатики и компьютерной лингвистики. Проект представляет собой сотрудничество между Netherlands eScience Center, Huygens ING и VU University Amsterdam.